# Buitenhof
Le Buitenhof (prononciation néerlandaise : [ˈbœytənɦɔf], « cour extérieure ») est une place de La Haye, aux Pays-Bas, adjacente au Binnenhof (« cour intérieure ») et à l'étang Hofvijver. Elle est classée dans le Top 100 des sites du patrimoine néerlandais.

## Histoire

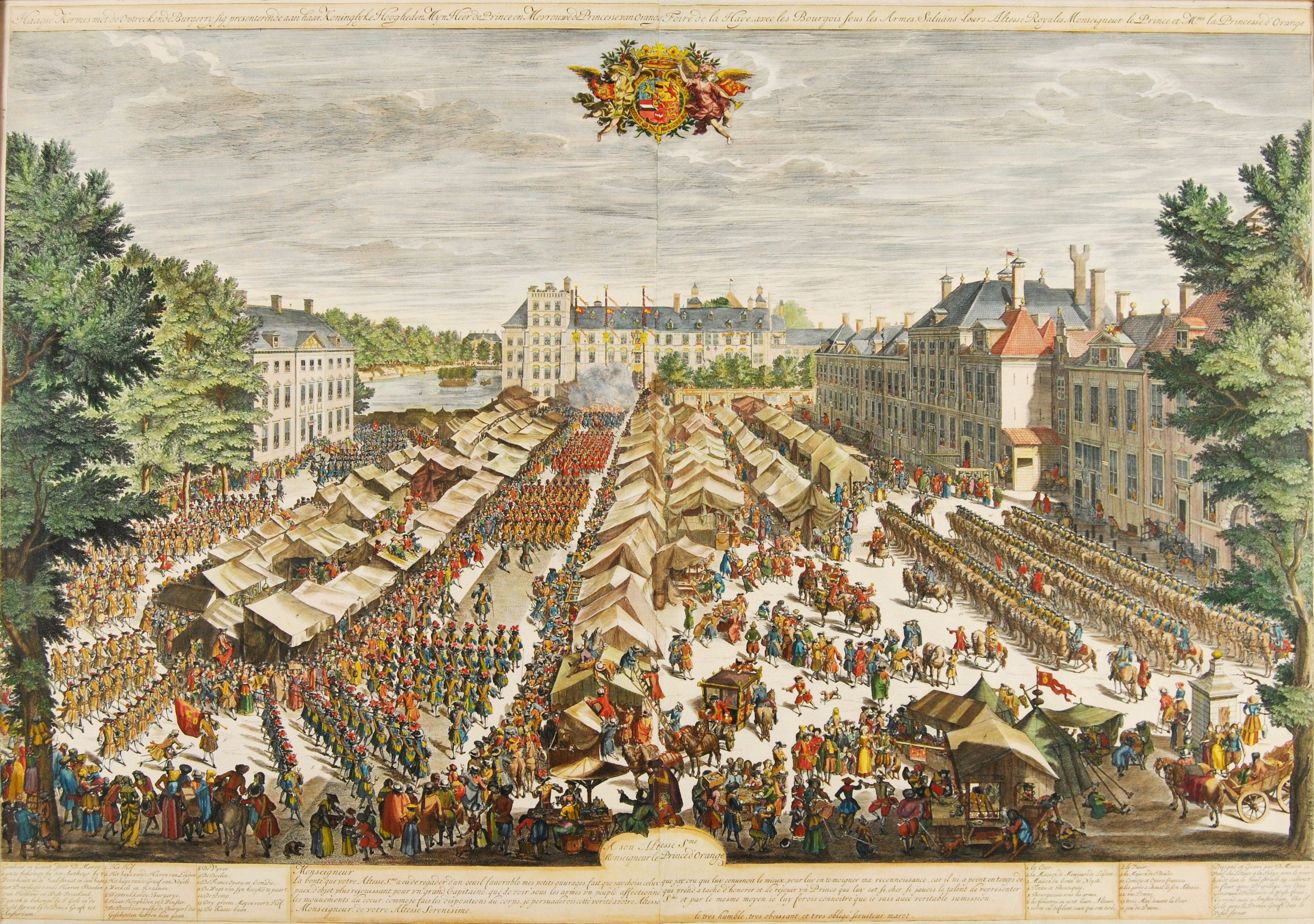
Foire sur le Buitenhof in 1686.

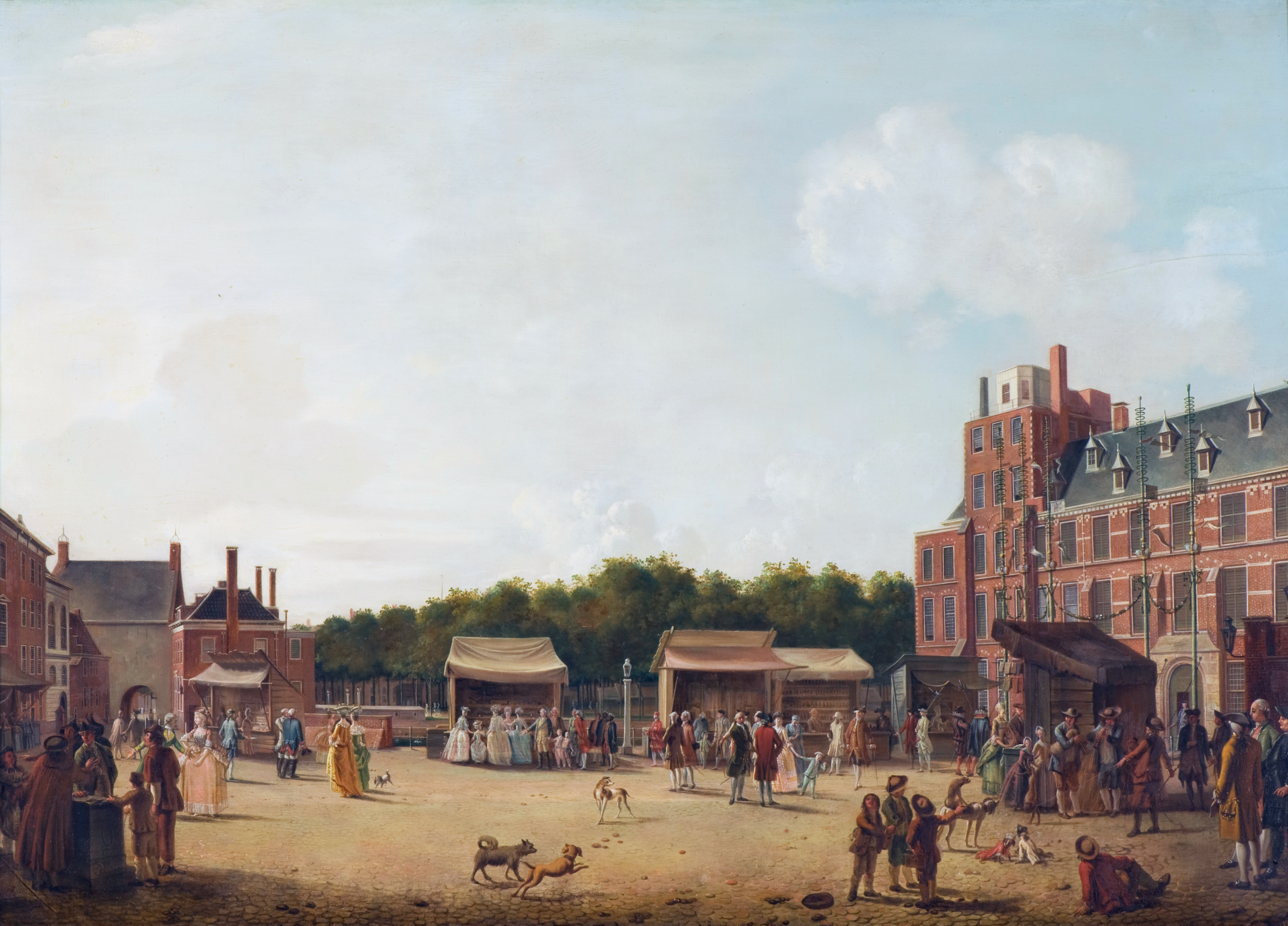
Guillaume V d'Orange et sa famille visitant le Buitenhof en 1781.

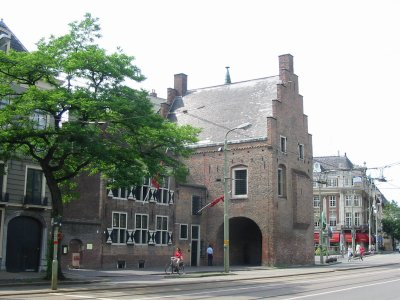
Gevangenpoort, pendant des années le seul accès au Buitenhof.

La place a vu le jour au XIIIe siècle, lors de la construction du Binnenhof. Elle était remplie de maisons et d'écuries. Sous le règne du comte Albert Ier, elle abritait un zoo exposant principalement des faucons et d'autres oiseaux de proie utilisés pour la chasse. Plus tard, on y a également gardé des chiens de chasse. Au XVe siècle, le Buitenhof a été entouré de douves par mesure de sécurité. Les personnes qui n'appartenaient pas à la cour vivaient à l'extérieur, autour des Plaats et sur le Korte Voorhout, et le long de l'étang Hofvijver. Les seuls accès de la place étaient la Gevangenpoort, la « porte des prisons » et la Halstraat (nommée Gasthuissteeg jusqu'en 1882), une petite rue reliant le Buitenhof au Dagelijkse Groenmarkt. Une troisième entrée a été ouverte en 1814 avec la construction de la Gravenstraat. En 1923, les maisons situées entre la porte et l'étang ont été démolies, comme l'avait conseillé l'architecte Hendrik Petrus Berlage. Cela a permis de créer plus d'espace pour le trafic croissant, qui devait auparavant passer par la porte.

## Bâtiments importants

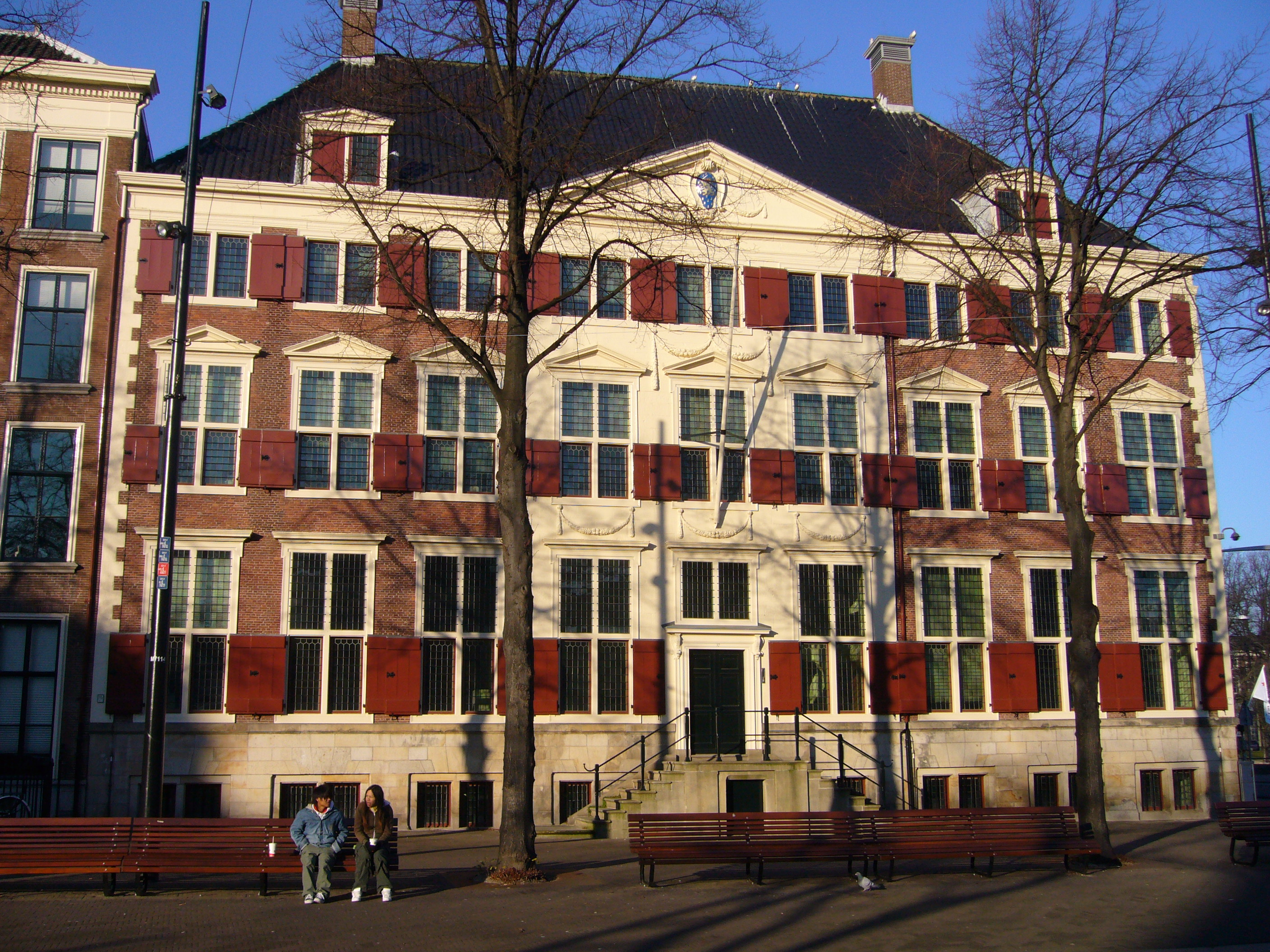
Le Vijverhof, numéro 37.

- Le numéro 19 a été construit dans la seconde moitié du XVIIIe siècle comme bureau principal de la garnison. Il a été rénové de 1897 à 1900, après quoi il est devenu un bureau de police. Le bâtiment abrite actuellement un restaurant.
- Le numéro 20 a été construit en 1904 comme un restaurant, nommé « Entre Deux Villes ». En 1935, le bâtiment est devenu un cinéma Cinéac, qui est ensuite devenu un cinéma Pathé.
- Le numéro 22 est la Besognekamer, aujourd'hui un club de bridge. Le rez-de-chaussée est occupé par un établissement de restauration rapide McDonald's.
- Le numéro 33 est la Gevangenpoort, qui a servi de prison de 1420 à 1828. C'est là que furent torturés Cornelis de Witt et son frère Johan, accusés de conspiration contre le prince Guillaume III. Le bâtiment abrite aujourd'hui un petit musée de la torture[1].
- Le numéro 34 a été construit en 1467. Au XIXe siècle, il était utilisé comme parking pour les voitures de la cour, jusqu'à ce qu'elles soient remplacées par les Écuries Royales en 1877.
- Le numéro 37 est connu aujourd'hui sous le nom de Vijverhof. Il a été reconstruit par De Lussanet de la Sablonière en 1972, et rénové à nouveau en 2005-2007. Le bâtiment est utilisé comme annexe de la Chambre des Représentants[2].
- Le numéro 38 est depuis 1872 le Cadastre.
- Les numéros 39 à 42 sont trois maisons du XVIIe siècle, qui abritent aujourd'hui l'hôtel Corona (quatre étoiles).